# Théodore Géricault

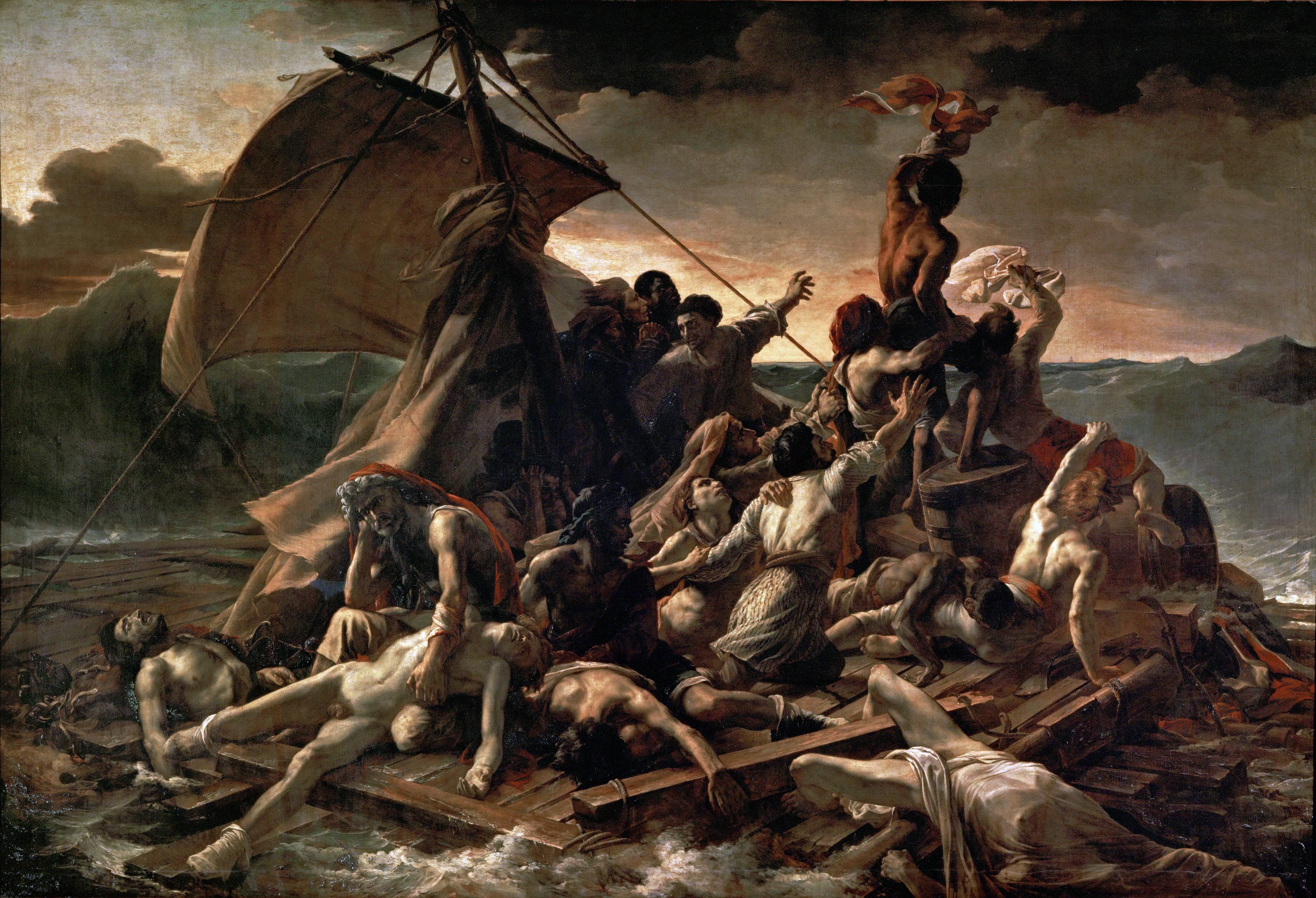
Tratwa Meduzy (1819)

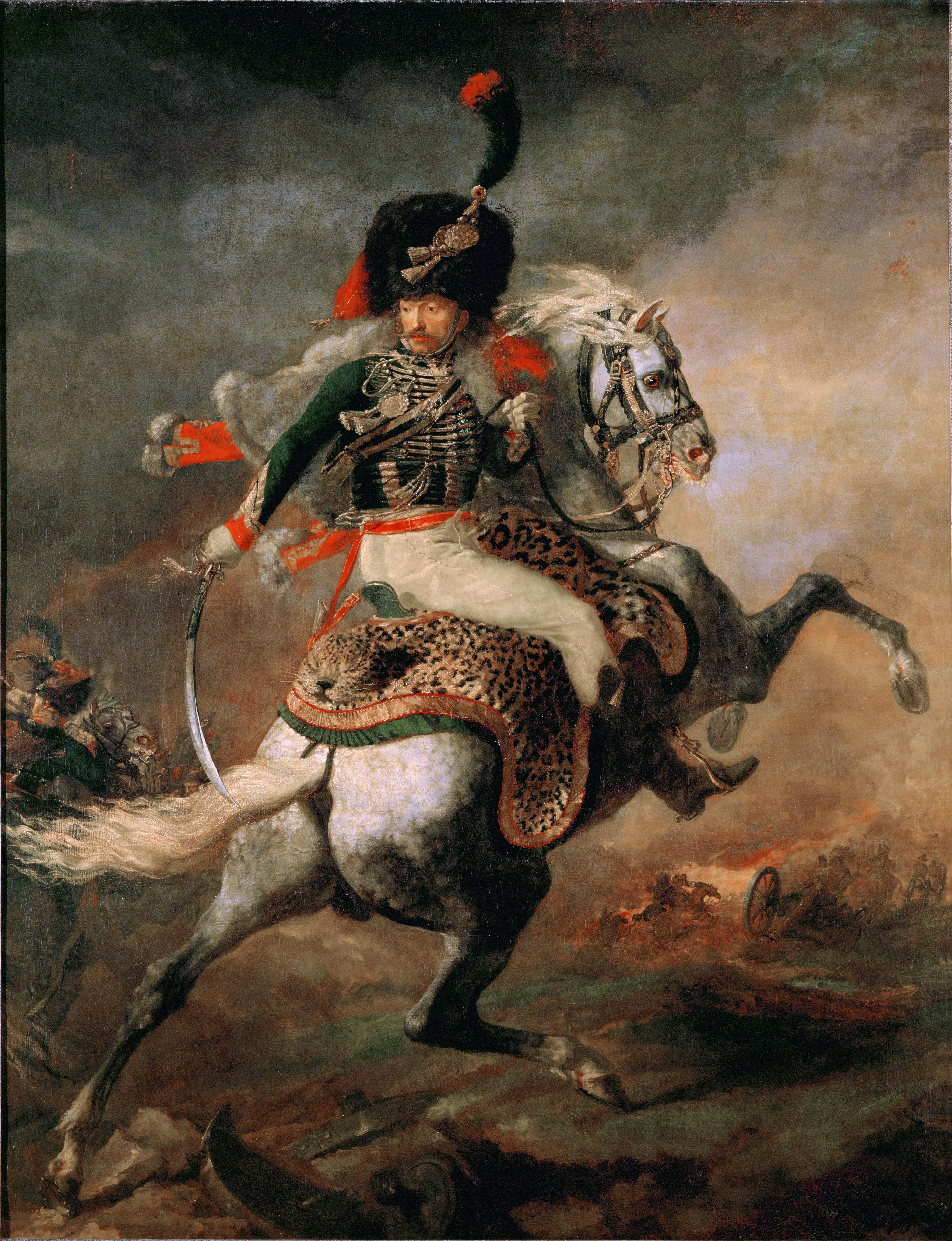
Oficer szaserów (1812)

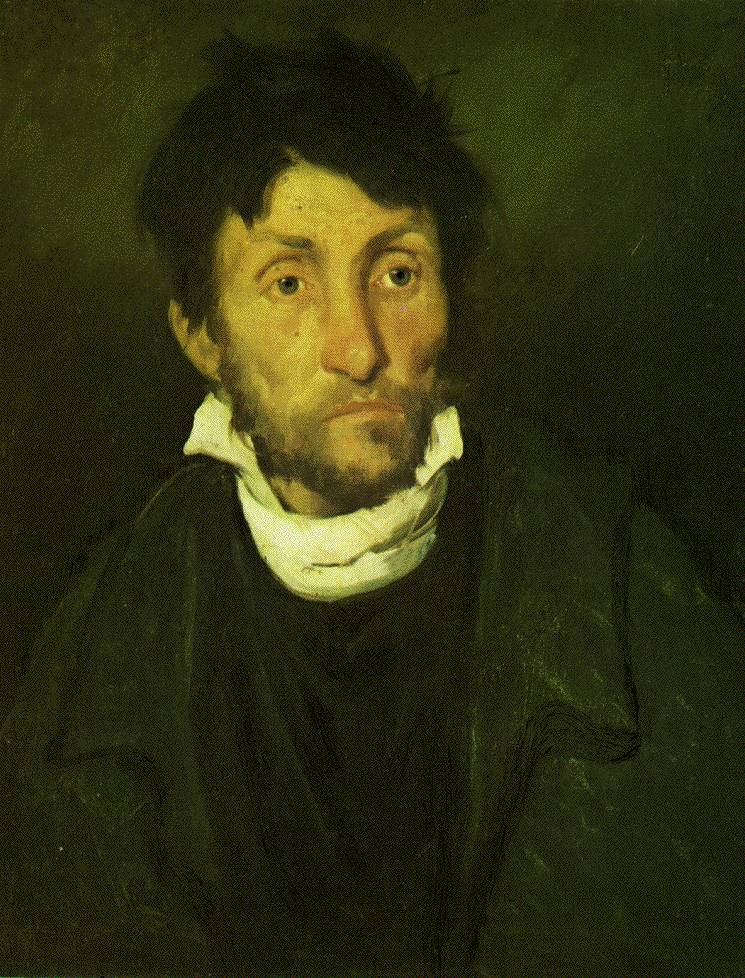
Portret kleptomana (ok. 1820)

Théodore Géricault (ur. 26 września 1791 w Rouen, zm. 26 stycznia 1824 w Paryżu) – francuski malarz i grafik okresu romantyzmu, zwany „malarzem koni i wariatów”.
Studiował w Paryżu, gdzie kopiował dzieła starych mistrzów w Luwrze, zachwycając się w szczególności płótnami Rubensa. W latach 1816–1817 podróżował do Włoch. Jego podziw wzbudziła twórczość Michała Anioła i sztuka baroku. Zmarł przedwcześnie na skutek obrażeń odniesionych w wyniku upadku z konia. Pochowany został na paryskim cmentarzu Père-Lachaise. Jego grób zdobi płaskorzeźba Tratwa Meduzy.
Tworzył portrety, sceny batalistyczne, liczne przedstawienia koni. Jego obrazy odzwierciedlają barwną, energiczną i ekstrawagancką osobowość artysty. Cechuje je wyjątkowy dynamizm, bogaty koloryt, duża siła wyrazu. Malarz tworzył w ekstatycznym napięciu, próbując oddać najbardziej gwałtowne emocje. Na zamówienie doktora Georgeta w l. 1822-23 wykonał serię portretów pacjentów szpitala psychiatrycznego. Wizerunki te miały przypuszczalnie posłużyć jako ilustracja jego teorii dotyczącej klasyfikacji szaleństwa. Są to obrazy zawierające ogromny ładunek emocji.
Jako jeden z pierwszych twórców we Francji zajmował się techniką litografii. Twórczość Géricaulta silnie oddziałała na Eugène’a Delacroix. Wiele jego obrazów znajduje się w Luwrze.

## Wybrane dzieła
- Akt stojącego mężczyzny w ujęciu trzech czwartych – (b.d.), 81 × 65 cm, Musée des Beaux-Arts, Rouen
- Anatomiczne fragmenty – 1818-19, 52 × 64 cm, Musée Fabre, Montpellier
- Artysta w swojej pracowni – 1818, 146,5 × 101,5 cm, Luwr, Paryż
- Chory cierpiący na manię przywództwa wojskowego – 1822, 81 × 65 cm, Fundacja Oskara Reinhardta, Winterthur
- Derby w Epsom lub Wyścig konny – 1821, 92 × 122 cm, Luwr, Paryż
- Gipsownia – 1822-23, 50 × 60 cm, Luwr, Paryż
- Głowa białego konia – 1812-16, 65,5 × 54,5 cm, Luwr, Paryż
- Głowy skazańców – ok. 1818, 50 × 67 cm, Nationalmuseum, Sztokholm
- Jeździec powstrzymywany przez niewolników – 1817, 41,5 × 60,5 cm, Musée des Beaux-Arts, Rouen
- Koń spłoszony przez błyskawicę – ok. 1813, 49 × 60 cm, National Gallery w Londynie
- Koń zaatakowany przez lwa – 54 × 65 cm, Luwr, Paryż
- Nagi mężczyzna powalony na ziemię – 1817, 21,5 × 21,5 cm, Musée Magnin, Dijon
- Oficer szaserów podczas ataku – 1812, 349 × 266 cm, Luwr, Paryż
- Pejzaż z rybakami – 1816-17, 250 × 218 cm, Nowa Pinakoteka, Monachium
- Pięć koni odwróconych zadami do stajni – 1813-14, 38 × 46 cm, Luwr, Paryż
- Portret chorego psychicznie, maniakalnego gracza – 1821, 77 × 64 cm, Luwr, Paryż
- Portret chorej psychicznie, maniakalnej kidnaperki – 1820-24, 65 × 54 cm, Museum of Fine Arts, Springfield
- Portret chorej psychicznie opętanej manią zazdrości – 1820-24, 72 × 58 cm, Musée des Beaux-Arts, Lyon
- Portret karabiniera – ok. 1814, 101 × 85 cm, Luwr, Paryż
- Portret karabiniera z koniem – ok. 1814, 65 × 54 cm, Musée des Beaux-Arts, Rouen
- Portret kleptomana – ok. 1820, 61,2 × 50,2 cm, Museum voor Schone Kunsten, Gandawa
- Portret Luizy Vernet – 1818, 60,5 × 50,5 cm, Luwr, Paryż
- Portret mężczyzny lub Wandejczyk – ok. 1819, 81 × 64, 5 cm, Luwr, Paryż
- Portret młodego Metysa – ok. 1821, 40,5 × 32 cm, Musée Bonnat-Helleu, Bajonna
- Portret orientalny – ok. 1818, 60 × 48 cm, Muzeum Sztuk Pięknych i Archeologii w Besançon
- Ranny kirasjer opuszcza pole bitwy – 1814, 358 × 294 cm, Luwr, Paryż
- Siewk ze skórą pantery – 1814-16, 45 × 54,5, Art Gallery, Glasgow
- Szalona – 1822-23, 72 × 58 cm, Musée des Beaux-Arts, Lyon
- Szkic do „Tratwy Meduzy” – 1818, 65 × 83 cm, Luwr, Paryż
- Tratwa Meduzy – 1819, 491 × 716 cm, Luwr, Paryż
- Wariatka – 77 × 64,5 cm, Luwr, Paryż
- Wolny bieg konia – 1816-17, 44 × 59 cm, Muzeum Thyssen-Bornemisza, Madryt
- Wrak – 1821-24, 19 × 25 cm, Luwr, Paryż
- Wyścig konny luzaków w Rzymie: Mossa – 1817, 45 × 60 cm, Luwr, Paryż
- Wyścig konny luzaków w Rzymie: Ripersa – 1817, 45 × 60 cm, Musée des Beaux-Arts, Lille
- Wyścig konny z jeźdźcami – 1821, 30 × 42 cm, Musée des Beaux-Arts, Caen